# Golf ai Giochi della XXXIII Olimpiade - Individuale maschile
Il torneo individuale maschile ai Giochi della XXXIII Olimpiade di Parigi si è svolto dal 1° al 4 agosto 2024 presso Le Golf National di Guyancourt. Al torneo hanno preso parte 60 giocatori in rappresentanza di 32 nazioni.
Il torneo è stato vinto dallo statunitense Scottie Scheffler, con un punteggio complessivo di 265 colpi (19 sotto il par); al secondo posto si è classificato il britannico Tommy Fleetwood (266 colpi, 18 sotto il par) e al terzo il golfista giapponese Hideki Matsuyama (267 colpi, 17 sotto il par).

## Qualificazioni
Ogni NOC può qualificare da uno a quattro golfisti in base alla classifica mondiale IGF del 17 giugno 2024. Vengono quindi selezionati i 60 migliori golfisti, in base alle limitazioni numeriche e a garanzie per la rappresentanza ospitante e continentale. Ogni NOC può avere tre o quattro golfisti in rappresentanza, a patto che questi siano tutti nella top 15; se così non fosse, ogni NOC presenta un limite massimo di due golfisti a nazione. Un posto viene garantito alla Francia, nazione ospitante, mentre cinque posti sono garantiti per assicurarsi che ogni continente olimpico abbia almeno un rappresentante.

## Programma
| Data           | Ora (UTC+2) | Turno            |
| -------------- | ----------- | ---------------- |
| 1º agosto 2024 | 09:00       | Turno 1          |
| 2 agosto 2024  | 09:00       | Turno 2          |
| 3 agosto 2024  | 09:00       | Turno 3          |
| 4 agosto 2024  | 09:00       | Turno 4 - Finale |
| Fonte:         |             |                  |

### Formato di gara
Come la maggior parte dei tornei individuali, l'evento è stato organizzato in quattro giorni distinti. Ogni golfista ha giocato un round al giorno, equivalente a 18 buche. Tuttavia, a differenza della maggior parte degli altri eventi di golf, non è stato previsto alcun taglio dopo il secondo turno, permettendo a tutti i golfisti di giocare i quattro turni.

## Risultato

### Primo turno
Giovedì, 1º agosto 2024
Di seguito viene riportata solo la Top 10 dopo il primo turno.
| Pos.   | Giocatore         | Nazione       | Punteggio | Par |
| ------ | ----------------- | ------------- | --------- | --- |
| 1      | Hideki Matsuyama  | Giappone      | 63        | −8  |
| 2      | Xander Schauffele | Stati Uniti   | 65        | −6  |
| T3     | Emiliano Grillo   | Argentina     | 66        | −5  |
| T3     | Tom Kim           | Corea del Sud | 66        | −5  |
| T3     | Joaquín Niemann   | Cile          | 66        | −5  |
| T6     | Tommy Fleetwood   | Gran Bretagna | 67        | −4  |
| T6     | Ryan Fox          | Nuova Zelanda | 67        | −4  |
| T6     | Alex Norén        | Svezia        | 67        | −4  |
| T6     | Jon Rahm          | Spagna        | 67        | −4  |
| T6     | Scottie Scheffler | Stati Uniti   | 67        | −4  |
| T6     | Sepp Straka       | Austria       | 67        | −4  |
| T6     | Sami Välimäki     | Finlandia     | 67        | −4  |
| T6     | Erik van Rooyen   | Sudafrica     | 67        | −4  |
| Fonte: |                   |               |           |     |

### Secondo turno
Venerdì, 2 agosto 2024
I punteggi del primo turno vengono sommati a quelli del secondo turno. Di seguito viene riportata solo la Top 10 dopo il secondo turno.
| Pos.   | Giocatore         | Nazione       | Punteggio | Par |
| ------ | ----------------- | ------------- | --------- | --- |
| T1     | Tommy Fleetwood   | Gran Bretagna | 67-64=131 | −11 |
| T1     | Hideki Matsuyama  | Giappone      | 63-68=131 | −11 |
| T1     | Xander Schauffele | Stati Uniti   | 65-66=131 | −11 |
| 4      | Jon Rahm          | Spagna        | 67-66=133 | −9  |
| T5     | Thomas Detry      | Belgio        | 71-63=134 | −8  |
| T5     | Tom Kim           | Corea del Sud | 66-68=134 | −8  |
| T5     | Pan Cheng-tsung   | Taipei cinese | 69-65=134 | −8  |
| T8     | Stephan Jäger     | Germania      | 71-64=135 | −7  |
| T8     | Guido Migliozzi   | Italia        | 68-67=135 | −7  |
| T10    | Joaquín Niemann   | Cile          | 66-70=136 | −6  |
| T10    | Scottie Scheffler | Stati Uniti   | 67-69=136 | −6  |
| T10    | Erik van Rooyen   | Sudafrica     | 67-69=136 | −6  |
| Fonte: |                   |               |           |     |

### Terzo turno
Sabato, 3 agosto 2024
I punteggi dei primi due turni vengono sommati a quelli del terzo turno. Di seguito viene riportata solo la Top 10 dopo il terzo turno.
| Pos.   | Giocatore         | Nazione       | Punteggio    | Par |
| ------ | ----------------- | ------------- | ------------ | --- |
| T1     | Jon Rahm          | Spagna        | 67-66-66=199 | −14 |
| T1     | Xander Schauffele | Stati Uniti   | 65-66-68=199 | −14 |
| 3      | Tommy Fleetwood   | Gran Bretagna | 67-64-69=200 | −13 |
| T4     | Nicolai Højgaard  | Danimarca     | 70-70-62=202 | −11 |
| T4     | Hideki Matsuyama  | Giappone      | 63-68-71=202 | −11 |
| T6     | Thomas Detry      | Belgio        | 71-63-69=203 | −10 |
| T6     | Tom Kim           | Corea del Sud | 66-68-69=203 | −10 |
| T6     | Rory McIlroy      | Irlanda       | 68-69-66=203 | −10 |
| T6     | Scottie Scheffler | Stati Uniti   | 67-69-67=203 | −10 |
| T10    | Ludvig Åberg      | Svezia        | 68-70-66=204 | −9  |
| T10    | Jason Day         | Australia     | 69-68-67=204 | −9  |
| T10    | Joaquín Niemann   | Cile          | 66-70-68=204 | −9  |
| Fonte: |                   |               |              |     |

### Quarto turno - Finale
Domenica, 4 agosto 2024
I punteggi ottenuti ai precedenti turni vengono sommati a quelli del quarto e ultimo turno. Viene riportata di seguito la classifica finale dopo il quarto turno.
| Pos.    | Giocatore                 | Nazione       | R1 | R2 | R3 | R4  | Totale | Par |
| ------- | ------------------------- | ------------- | -- | -- | -- | --- | ------ | --- |
| Oro     | Scottie Scheffler         | Stati Uniti   | 67 | 69 | 67 | 62  | 265    | −19 |
| Argento | Tommy Fleetwood           | Gran Bretagna | 67 | 64 | 69 | 66  | 266    | −18 |
| Bronzo  | Hideki Matsuyama          | Giappone      | 63 | 68 | 71 | 65  | 267    | −17 |
| 4       | Victor Perez              | Francia       | 70 | 67 | 68 | 63  | 268    | −16 |
| T5      | Rory McIlroy              | Irlanda       | 68 | 69 | 66 | 66  | 269    | −15 |
| T5      | Jon Rahm                  | Spagna        | 67 | 66 | 66 | 70  | 269    | −15 |
| 7       | Nicolai Højgaard          | Danimarca     | 70 | 70 | 62 | 68  | 270    | −14 |
| 8       | Tom Kim                   | Corea del Sud | 66 | 68 | 69 | 68  | 271    | −13 |
| T9      | Corey Conners             | Canada        | 68 | 69 | 69 | 66  | 272    | −12 |
| T9      | Jason Day                 | Australia     | 69 | 68 | 67 | 68  | 272    | −12 |
| T9      | Joaquín Niemann           | Cile          | 66 | 70 | 68 | 68  | 272    | −12 |
| T9      | Thomas Detry              | Belgio        | 71 | 63 | 69 | 69  | 272    | −12 |
| T9      | Xander Schauffele         | Stati Uniti   | 65 | 66 | 68 | 73  | 272    | −12 |
| T14     | Wyndham Clark             | Stati Uniti   | 75 | 68 | 65 | 65  | 273    | −11 |
| T14     | Thorbjørn Olesen          | Danimarca     | 71 | 68 | 66 | 68  | 273    | −11 |
| 16      | Christiaan Bezuidenhout   | Sudafrica     | 70 | 71 | 64 | 69  | 274    | −10 |
| 17      | Erik van Rooyen           | Sudafrica     | 67 | 69 | 69 | 70  | 275    | −9  |
| T18     | Matteo Manassero          | Italia        | 69 | 69 | 69 | 69  | 276    | −8  |
| T18     | Alejandro Tosti           | Argentina     | 68 | 69 | 69 | 70  | 276    | −8  |
| T18     | Pan Cheng-tsung           | Taipei cinese | 69 | 65 | 72 | 70  | 276    | −8  |
| T18     | Ludvig Åberg              | Svezia        | 68 | 70 | 66 | 72  | 276    | −8  |
| T22     | Min Woo Lee               | Australia     | 76 | 65 | 68 | 68  | 277    | −7  |
| T22     | Guido Migliozzi           | Italia        | 68 | 67 | 74 | 68  | 277    | −7  |
| T24     | Collin Morikawa           | Stati Uniti   | 70 | 68 | 70 | 70  | 278    | −6  |
| T24     | An Byeong-hun             | Corea del Sud | 72 | 68 | 66 | 72  | 278    | −6  |
| T26     | Matti Schmid              | Germania      | 68 | 75 | 69 | 67  | 279    | −5  |
| T26     | Carlos Ortiz              | Messico       | 68 | 70 | 70 | 71  | 279    | −5  |
| T26     | Stephan Jäger             | Germania      | 71 | 64 | 72 | 72  | 279    | −5  |
| T26     | Shane Lowry               | Irlanda       | 71 | 71 | 66 | 71  | 279    | −5  |
| T30     | Rafael Campos             | Porto Rico    | 73 | 70 | 70 | 67  | 280    | −4  |
| T30     | Viktor Hovland            | Norvegia      | 70 | 75 | 67 | 68  | 280    | −4  |
| T30     | Nick Taylor               | Canada        | 70 | 73 | 68 | 69  | 280    | −4  |
| T33     | Gavin Green               | Malaysia      | 74 | 69 | 69 | 69  | 281    | −3  |
| T33     | Fabrizio Zanotti          | Paraguay      | 70 | 69 | 71 | 71  | 281    | −3  |
| T35     | Nico Echavarría           | Colombia      | 74 | 69 | 71 | 68  | 282    | −2  |
| T35     | Abraham Ancer             | Messico       | 70 | 71 | 71 | 70  | 282    | −2  |
| T35     | Sepp Straka               | Austria       | 67 | 74 | 70 | 71  | 282    | −2  |
| T35     | Ryan Fox                  | Nuova Zelanda | 67 | 73 | 68 | 74  | 282    | −2  |
| T35     | Tapio Pulkkanen           | Finlandia     | 69 | 72 | 71 | 70  | 282    | −2  |
| T40     | Shubhankar Sharma         | India         | 70 | 69 | 72 | 72  | 283    | −1  |
| T40     | Adrien Dumont de Chassart | Belgio        | 70 | 70 | 70 | 73  | 283    | −1  |
| T40     | David Puig                | Spagna        | 69 | 69 | 70 | 75  | 283    | −1  |
| T43     | Kristoffer Ventura        | Norvegia      | 71 | 68 | 76 | 69  | 284    | E   |
| T43     | Emiliano Grillo           | Argentina     | 66 | 75 | 75 | 68  | 284    | E   |
| T45     | Mito Pereira              | Cile          | 69 | 76 | 74 | 66  | 285    | +1  |
| T45     | Gaganjeet Bhullar         | India         | 75 | 69 | 71 | 70  | 285    | +1  |
| T45     | Alex Norén                | Svezia        | 67 | 74 | 71 | 73  | 285    | +1  |
| T45     | Sami Välimäki             | Finlandia     | 67 | 71 | 72 | 75  | 285    | +1  |
| T49     | Keita Nakajima            | Giappone      | 70 | 70 | 73 | 74  | 287    | +3  |
| T49     | Adrian Meronk             | Polonia       | 73 | 71 | 72 | 71  | 287    | +3  |
| T49     | Joel Girrbach             | Svizzera      | 69 | 72 | 70 | 76  | 287    | +3  |
| 52      | Kevin Yu                  | Taipei cinese | 73 | 69 | 72 | 74  | 288    | +4  |
| 53      | Dou Zecheng               | Cina          | 69 | 70 | 77 | 73  | 289    | +5  |
| 54      | Kiradech Aphibarnrat      | Thailandia    | 74 | 73 | 72 | 71  | 290    | +6  |
| 55      | Daniel Hillier            | Nuova Zelanda | 75 | 73 | 70 | 73  | 291    | +7  |
| 56      | Yuan Yechun               | Cina          | 70 | 72 | 78 | 72  | 292    | +8  |
| 57      | Camilo Villegas           | Colombia      | 76 | 74 | 72 | 71  | 293    | +9  |
| 58      | Matthieu Pavon            | Francia       | 71 | 75 | 77 | 74  | 297    | +13 |
| R       | Matt Fitzpatrick          | Gran Bretagna | 73 | 64 | 81 | DNF | 218    | DNF |
| R       | Phachara Khongwatmai      | Thailandia    | 70 | 75 | 74 | DNF | 219    | DNF |
| Fonte:  |                           |               |    |    |    |     |        |     |